# 义楚
徐王义楚（?—?），是东周时期的徐国后期的君主，大约于鲁昭公同时。出土文物徐王义楚铜耑、徐王义楚剑、徐王义楚盘，是证明古文献关于义楚记载的实物资料。鲁昭公六年（前536年），徐王义楚聘于楚国，楚国人把他扣留，不久义楚逃归。